# ورزشگاه مرکزی کالوی

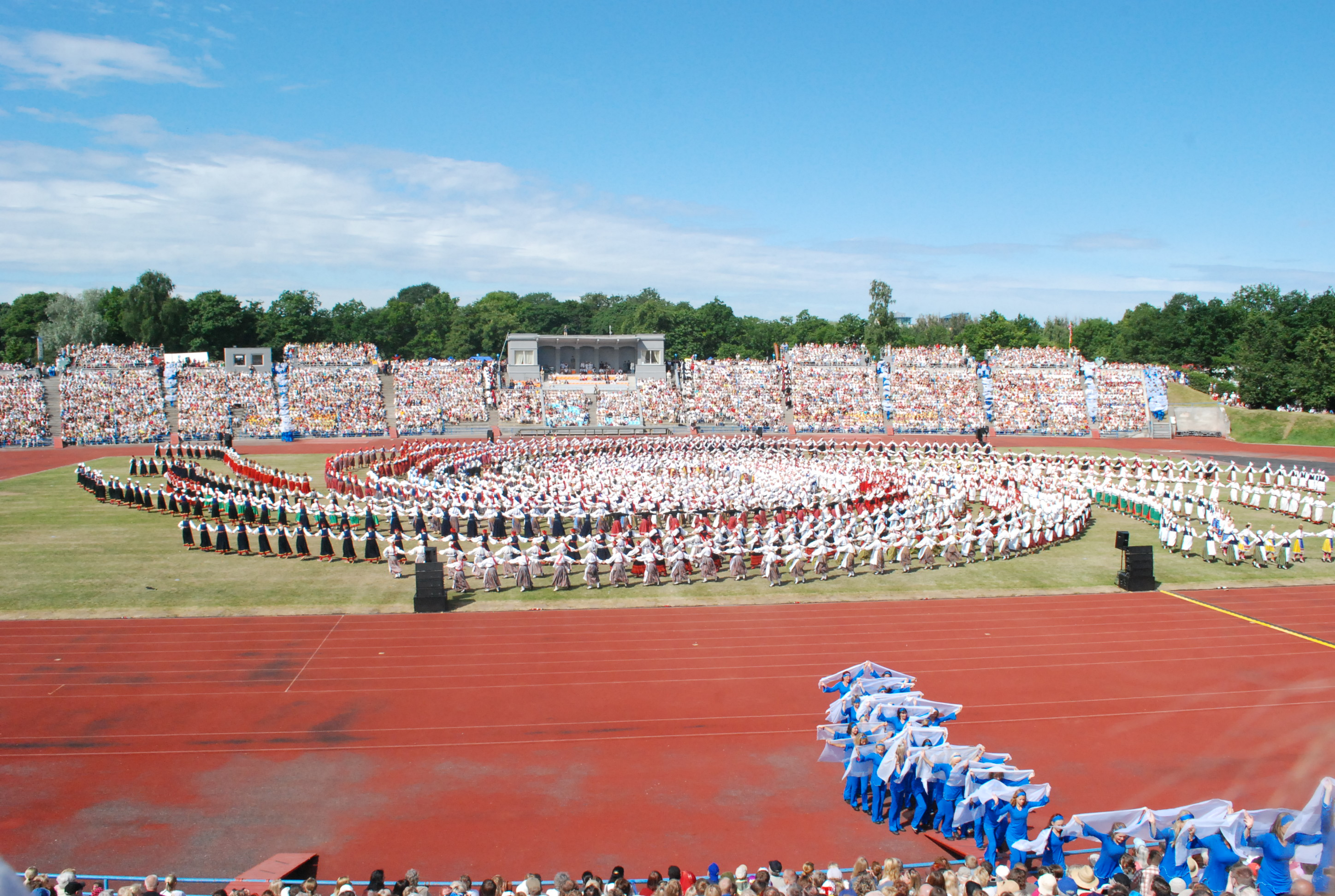
ورزشگاه مرکزی کالوی

مرکزی کالوی (به استونیایی: Kalevi Keskstaadion) ورزشگاهی در شهر تالین، استونی است.
این ورزشگاه در سال ۱۹۵۶ ساخته شده است و ۱۲٬۰۰۰ نفر ظرفیت دارد.